# مريمين (عفرين)
مريمين هي قرية سوريّة تتبع إداريّاً لمحافظة حلب منطقة عفرين ناحية مركز عفرين. بلغ تعداد سكانها 810 نسمة حسب التعداد السكاني لعام 2004، و6,320 نسمة حسب قيود السجل المدني لنهاية عام 2005. يسكنها التركمان ويتحدثون العربيّة.